# Eduard Čech

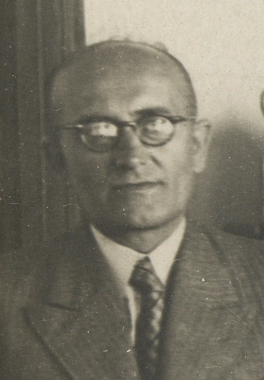
Eduard Čech

Eduard Čech (ur. 29 czerwca 1893 w Stračovie koło Hradec Králové, zm. 15 marca 1960 w Pradze) – czeski matematyk, specjalista z obszaru topologii, teorii mnogości i geometrii różniczkowej.

## Życiorys
W 1912 podjął studia na Wydziale Filozoficznym Uniwersytetu Karola w Pradze, od samego początku nauki koncentrując się na zaawansowanych przedmiotach matematycznych. Z powodu wybuchu I wojny światowej musiał przerwać studia - w 1915 został powołany do armii austro-węgierskiej. Po wojnie powrócił na uniwersytet i ukończył studia, uzyskując dyplom zezwalający mu na uczenie matematyki w szkole. Podjął pracę w szkole średniej w Pradze, kontynuując jednocześnie badania naukowe. W 1922 doktoryzował się.
Pierwsze wyniki matematyczne Čecha były związane z rzutową geometrią różniczkową. W 1921 otrzymał stypendium na wyjazd naukowy do Turynu aby pracować z włoskim matematykiem Guido Fubinim. Ich współpraca zaowocowała dwutomową monografią o rzutowej geometrii różniczkowej wspólnego autorstwa. Obaj matematycy kontynuowali współpracę, wyniku której w 1931 opublikowali książkę pt.  Introduction à la géométrie projective différentielle des surfaces.
Po opuszczeniu Włoch w roku 1922 Čech habilitował się. W 1923 podjął pracę na Uniwersytecie Masaryka w Brnie, początkowo jako profesor nadzwyczajny, od roku 1928 jako profesor zwyczajny.
Na początku lat 30. zainteresowania naukowe Čecha objęły teorię homologii, topologię algebraiczną i topologię ogólną. W 1937, niezależnie od amerykańskiego matematyka Marshalla Stone’a, wprowadził uzwarcenie przestrzeni topolgicznych nazywane współcześnie uzwarceniem Čecha-Stone’a.
Po II wojnie światowej był dyrektorem Instytutu Badań Matematycznych Czeskiej Akademii Nauk (od 1947), później dyrektorem Centralnego Instytutu Matematycznego (od 1952) i pierwszym dyrektorem Instytutu Matematycznego Uniwersytetu Karola (od 1956).
W 1952 r. Uniwersytet Warszawski przyznał mu tytuł doktora honoris causa.  W tymże roku został członkiem zagranicznym PAN.